# Vittorio Sentimenti
Vittorio Sentimenti (Bomporto, Provincia de Módena, Italia, 18 de agosto de 1918 - Turín, Provincia de Turín, Italia, 27 de septiembre de 2004) fue un futbolista italiano. Se desempeñaba en la posición de centrocampista. Sus hermanos Ennio, Arnaldo, Lucidio, y Primo también fueron futbolistas.

## Clubes
| Club           | País   | Año         |
| -------------- | ------ | ----------- |
| Modena F. C.   | Italia | 1936 - 1941 |
| Juventus F. C. | Italia | 1941 - 1949 |
| S. S. Lazio    | Italia | 1949 - 1952 |
| Torino F. C.   | Italia | 1952 - 1956 |
| Modena F. C.   | Italia | 1956 - 1957 |

## Palmarés

### Campeonatos nacionales
| Título      | Club           | País   | Año     |
| ----------- | -------------- | ------ | ------- |
| Serie B     | Modena F. C.   | Italia | 1937-38 |
| Copa Italia | Juventus F. C. | Italia | 1941-42 |

### Distinciones individuales
| Distinción                 | Año     |
| -------------------------- | ------- |
| Goleador de la Serie B     | 1940-41 |
| Goleador de la Copa Italia | 1942-43 |